# Przemysław Niemiec
Przemysław Niemiec (Oświęcim, 11 d'abril de 1980) és un ciclista polonès, professional des del 2002. Actualment corre a l'equip UAE Abu Dhabi.
En el seu palmarès destaquen la Ruta del Sud de 2009, etapes al Giro del Trentino o la Setmana Internacional de Coppi i Bartali, i sobretot, una etapa a la Volta a Espanya de 2014, quan es presentà en solitari al cim dels llacs de Covadonga.

## Palmarès
- 2003
  - 1r al Giro del Medio Brenta
- 2004
  - 1r al Gran Premi Citta di Rio Saliceto e Correggio
- 2005
  - 1r a la Volta a Eslovènia i vencedor d'una etapa
  - Vencedor d'una etapa del Giro del Trentino
- 2006
  - 1r al Giro de Toscana
  - Vencedor d'una etapa de la Ruta del Sud
- 2008
  - Vencedor d'una etapa de la Ruta del Sud
- 2009
  - 1r a la Ruta del Sud i vencedor d'una etapa
  - Vencedor d'una etapa del Giro del Trentino
- 2010
  - Vencedor d'una etapa de la Setmana Internacional de Coppi i Bartali.
  - Vencedor d'una etapa del Tour dels Pirineus
- 2014
  - Vencedor d'una etapa a la Volta a Espanya
- 2016
  - Vencedor d'una etapa a la Volta a Turquia

### Resultats al Giro d'Itàlia
- 2011. 40è de la classificació general
- 2012. 39è de la classificació general
- 2013. 6è de la classificació general
- 2014. 49è de la classificació general
- 2015. 40è de la classificació general
- 2016. Abandona (14a etapa)

### Resultats a la Volta a Espanya
- 2011. 54è de la classificació general
- 2012. 15è de la classificació general
- 2014. 26è de la classificació general. Vencedor d'una etapa
- 2015. Abandona (2a etapa)
- 2017. 86è de la classificació general

### Resultats al Tour de França
- 2013. 57è de la classificació general